# داني ماكاليف
داني ماكاليف (بالإنجليزية: Danny McKelvie)‏ هو لاعب كرة قدم ومدرب كرة قدم بريطاني في مركز الهجوم، ولد في 6 يونيو 1980 في بيزلي في المملكة المتحدة. لعب مع نادي كلايدبانك ‏.